# Lecidea polycocca
Lecidea polycocca är en lavart som beskrevs av Søren Christian Sommerfelt. Lecidea polycocca ingår i släktet Lecidea, och familjen Lecideaceae. Enligt den finländska rödlistan är arten otillräckligt studerad i Finland. Arten är reproducerande i Sverige. Artens livsmiljö är kalkstensklippor och kalkbrott, inklusive bar kalkjord.